# Tina Seelig
Tina Lynn Seelig (* 1958 in Philadelphia, USA) ist eine US-amerikanische Wirtschaftsingenieurin. 

## Leben
Tina Seelig arbeitet an der Stanford University, wo sie auch selbst studierte (Ph.D. in Neurowissenschaften 1985 an der Stanford School of Medicine). Sie ist Geschäftsführerin und Mitbegründerin des Stanford Technology Ventures Program (STVP), dem Entrepreneurship Center an der Stanford University's School of Engineering.
Nach ihrem Studium arbeitete Seelig als Unternehmensberaterin für Booz Allen Hamilton und als Multimedia-Produzentin bei der Compaq Computer Corporation. Seelig hält Kurse über Kreativität, Innovation und Entrepreneurship im Department Management Science and Engineering und am Hasso Plattner Institute of Design, welches der Förderer Hasso Plattner 2005 gemeinsam mit David Kelley und der Universität Stanford einrichtete. 
Für ihre Arbeiten wurde Tina Seelig mehrmals ausgezeichnet, so erhielt sie u. a. 2009 den Gordon Prize von der National Academy of Engineering (vergeben wegen ihrer Vorreiterrolle in ihrer Lehrtätigkeit). Weiterhin erhielt sie 2008 den National Olympus Innovation Award und 2005 den Tau Beta Pi Award der Stanford University für ihre Lehrtätigkeit. 

## Schriften
Seelig hat mehr als 15 Bücher veröffentlicht, darunter:
- The Epicurean Laboratory: Exploring the Science of Cooking. Freeman, 1990, ISBN 978-0716721628.
- Incredible Edible Science (Scientific American Mysteries of Science). Freeman, 1994, ISBN 978-0716765011.
- What I Wish I Knew When I Was 20: A Crash Course on Making Your Place in the World. Harper, San Francisco 2009, ISBN 978-0061735196.